# Interkom Kom Ind
Interkom Kom Ind est le troisième album studio du groupe de rock danois Nephew, sorti en 2006 sous Copenhagen Records. Trois singles sont tirés de cet album : Igen Og Igen Og, Science Fiction & Familien et Mexico Ligger I Spanien. Cet album reste musicalement assez dans la continuité du dernier album, USA DSB, même s'il est plus sombre et plus lourd. L'utilisation de l'anglais est très peu présente : seules 3 chansons ont un titre anglais. Un album live est tiré de la tournée suivant cet album. Enregistré au Rockslide Festival le 7 juillet 2007, il est sorti fin 2007 sous le nom de 07.07.07.

## Liste des titres
1. Igen Og Igen Og - 4:35
2. Mexico Ligger I Spanien - 4:53
3. Cigaret Kid - 4:19
4. Taxa Triumf - 4:25
5. Science Fiction & Familien - 4:01
6. Hvidt På Sort - 4:41
7. Hospital - 3:39
8. Læsterlige Klø - 3:53
9. First Blood Harddisk - 5:14
10. Sway - 3:16
11. T-kryds - 4:21